# Alte Veste
Wieża Alte Veste – replika wieży widokowej znajdująca się w Zirndorf przy granicy z Fürth.
W XIII wieku w tym miejscu, na wzgórzu Rosenberg, znajdowała się zamek burgrabiów norymberskich. W 1388 został on zniszczony przez wojska miasta Norymberga. Ponownie został ufortyfikowany przez wojska Wallensteina w wojnie trzydziestoletniej. W 1632 doszło tutaj do Bitwy pod Alte Veste, gdzie szwedzkiemu królowi Gustawowi II. Adolfowi nie udało się pokonać wojsk koalicji katolickiej dowodzonej przez Wallensteina. W 300 rocznicę bitwy zbudowano na ruinach wieżę widokową, która została zniszczona w 1945 r. przez wycofujące się wojska niemieckie. Odbudowana została w latach 1979–1980.

## Źródła
- Johann Kaspar Bundschuh: Alte Vestung. In: Geographisches Statistisch-Topographisches Lexikon von Franken. Band 1: A–Ei. Verlag der Stettinischen Buchhandlung, Ulm 1799, DNB 790364298, OCLC 833753073, Sp. 64